# Menhir de Villars
Le menhir de Villars est un menhir christianisé situé à Orcines dans le département français du Puy-de-Dôme.

## Description
Le menhir est un bloc de granite porphyroïde à gros grains, d'origine locale, qui a été christianisé au XVIe siècle par l'ajout au sommet du menhir d'une croix en basalte, sculptée d'un Christ de chaque côté. L'ensemble mesure environ 1,80 m de hauteur hors-sol. La face ouest est plane et s'incline vers l'est, elle s'affine progressivement avec une largeur passant de 0,68 m à la base à 0,28 m au sommet. La face sud est régulière et d'une largeur quasiment constante de 0,28 m. La face nord  présente les mêmes caractéristiques. La face est a une surface irrégulière et comporte de nombreuses concavités ; elle mesure 0,60 m de largeur à la base et 0,26 m de largeur au sommet. Il semble que le menhir soit demeuré à son emplacement initial malgré l'urbanisation progressive.